# Nicklas Andersson (ekonom)
Bengt Jesper Nicklas Andersson, född den 29 mars 1987, var tidigare känd som sparekonom för Avanza och för sitt engagemang i branschorganisationen Aktiespararna. I juni 2023 meddelade Avanza att Nicklas Andersson, tillsammans med sju stycken kollegor, lämnar banken för en potentiellt konkurrerande verksamhet hos Carnegie, närmare bestämt investeringsplattformen Montrose.
Andersson drev också tidigare två av de största aktie- och investeringspoddarna i Sverige, Avanzapodden och Investerarens podcast. Investera Mera sänder programmet Uppesittarkväll kvällen före löning varje månad med Nicklas Andersson och Albin Kjellberg som programledare. Programmet sändes tidigare hos Omni Ekonomi. 

## Bakgrund
Nicklas Andersson kommer från Boden i Norrbotten,  och arbetade hos Avanza mellan 2015-2023 och har blivit en välkänd sparprofil. Andersson har över 80 000 följare på den sociala medieplattformen Twitter och närmare 20 000 följare på Instagram. Andersson går under sitt alias Investeraren i finanskretsar. Andersson nominerades till priset Årets Sparprofil 2021.
Andersson har studerat företagsekonomi vid Stockholms universitet men har inte avlagt examen.

### Poddar
2015 startade Andersson podden #PrataPengar tillsammans med Unga Aktiesparares VD Philip Scholtzé. Det var också då Andersson började med sina uppesittarkvällar där han suttit och funderat fram till midnatt, natten före löning, vilka aktier han skulle investera i just den månaden med sin lön.
Idag driver Andersson podden Investerarens podcast som är en fortsättning på podden #PrataPengar och drivs enbart av honom själv. Vid sidan om sitt arbete som sparekonom på Avanza startade han Avanzapodden där han tillsammans med Johanna Kull diskuterade allt som hör privatekonomin till.
Nicklas Andersson driver i dagsläget även Montrosepodden, där välkända namn i finansbranschen blir intervjuade.

### Ljudböcker
Andersson har tillsammans med Johanna Kull släppt två serier ljudböcker som publicerats på Storytel: Sparskolan och Aktieskolan.